# San Giuseppe al Trionfale (församling)
San Giuseppe al Trionfale är en församling i Roms stift.
Till församlingen San Giuseppe al Trionfale hör följande kyrkobyggnader:
- San Giuseppe al Trionfale
- San Lazzaro al Trionfale
- Santa Giovanna Antida Thouret